# Andreas Köhler (Fußballspieler)
Andreas Köhler (* 5. Juni 1963 in Dortmund) ist ein deutscher Fußballtrainer und ehemaliger Fußballspieler.

## Werdegang
Der Stürmer Andreas Köhler begann seine Karriere bei SuS Merklinde aus Castrop-Rauxel und kam über den VfB Waltrop zum Oberligisten TuS Schloß Neuhaus aus Paderborn. Im Sommer 1985 wechselte Köhler zum BVL Remscheid, mit dem er ein Jahr später deutscher Amateurmeister wurde. 1987 wurde Köhler mit dem Remscheidern Meister der Oberliga Nordrhein und schaffte in der folgenden Aufstiegsrunde den Sprung in die 2. Bundesliga. Köhler gab sein Profidebüt am 22. Juli 1987 bei der 1:2-Niederlage der Remscheider bei Fortuna Köln. Am Saisonende stieg Remscheid ab. Andreas Köhler absolvierte 30 Zweitligaspiele und erzielte dabei sechs Tore. 1989 wechselte er zum Wuppertaler SV. Hier feierte die Meisterschaft in der Oberliga Nordrhein, scheiterte aber in der Aufstiegsrunde zur 2. Bundesliga. Von 1990 bis 1993 schloss der sich der Spvgg Erkenschwick und kehrte in die Oberliga Westfalen zurück. Zum Abschluss seiner Karriere schloss er sich dann noch Westfalia Herne in der Verbandsliga an. Mit dem VfB Waltrop schaffte er dann noch den Aufstieg aus der Landesliga in die Verbandsliga.
Nach seiner aktiven Karriere wurde Köhler Trainer und betreute zunächst den SV Germania Datteln in der Bezirksliga. Anschließend wechselte er zum SV Sodingen in die Landesliga. Anschließend ging zu verschiedenen Dortmunder Amateurvereinen wie den Hombrucher SV, den TuS Eving-Lindenhorst, Phönix Eving und BW Huckarde. Danach trainierte er noch die Frauenmannschaft der SG Lütgendortmund in der 2. Bundesliga, bevor er in den Männer-Amateurfußball bei den Sportfreunden Nette zurückkehrte. Außerdem trainierte er Eintracht Datteln und Wacker Obercastrop. Aktuell ist er als Co-Trainer beim Verbandsligisten TuS 05 Sinsen tätig.